# Уильямс, Джон Бэрр
 Джон Бэрр Уильямс (англ. John Williams; 27 ноября 1900 — 15 сентября 1989, США) — один из наиболее известных инвесторов.

## Биография
В 1923 году, после окончания Гарвардского университета, поступил в Гарвардскую школу бизнеса.
После окончания обучения работал в качестве финансового аналитика на Уолл-стрит.
В 1932 в Гарварде начал обучение в аспирантуре и в 1937 году написал знаменитую докторскую диссертацию «Теория инвестиционной стоимости» (англ. The Theory of Investment Value), но, не дождавшись её защиты, передал работу в издательство Macmillan для публикации. В этом издательстве, так же как и в издательстве McGraw-Hill, отказались печатать диссертацию Уильямса. По мнению руководства обоих издательств, в этой работе было слишком много математики. Книга была опубликована издательством Harvard University Press в 1938 году. Докторскую степень получил в 1940 году. Кратким тезисом его идей являются его слова: 

Стоимость акции равна прибыли, которую от неё можно получить.
Занимался управлением частными инвестиционными портфелями и финансовым анализом. Преподавал экономику и инвестиционный анализ в Висконсинском университете в Мадисоне.

## Научные достижения
Сформулировал «модель дисконтирования дивидендов», что фактически является основным способом оценки компаний через их прибыль (сейчас модель называется дисконтирование денежных потоков). 
- «Теория инвестиционной стоимости» — классический труд по инвестициям. На протяжении долгих лет он служил фундаментом, на котором многие знаменитые экономисты (Юджин Фама, Гарри Марковиц, Франко Модильяни) строили свои собственные теории. Положительно данный труд оценивает также, например, Уоррен Баффет[1].